# Ekonomia podaży
Ekonomia podaży (ekonomia strony podażowej) (ang. supply-side economics) – szkoła myśli ekonomicznej, która twierdzi, że rozwój gospodarczy następuje najszybciej, kiedy zapewnione jest odpowiednie powiązanie wysiłku (pracy) i podejmowania ryzyka (inwestowania) z wynagrodzeniem (płacą lub zyskiem).
Ekonomia podaży zyskała popularność w latach 80. XX wieku, kiedy stała się podstawą polityki gospodarczej Ronalda Reagana. Głównym postulatem jej zwolenników była obniżka krańcowych stóp opodatkowania dochodów osobistych, zysków firm i zysków kapitałowych oraz nastawiona na zapewnienie stabilnej wartości pieniądza polityka pieniężna.

## Geneza
Źródłem inspiracji dla ekonomii podaży była ekonomia klasyczna (David Hume, Adam Smith, Alexander Hamilton, Joseph Schumpeter) i szkoła austriacka (Ludwig von Mises, Friedrich von Hayek).
Twórcami ekonomii podaży byli: Robert Mundell, Arthur Laffer oraz Jude Wanniski. Wyszli z założenia, że przyczyną kryzysu, w jakim od połowy lat 70. XX w. pogrążyła się gospodarka amerykańska, była interwencja państwa, prowadzona zgodnie z teorią Johna M. Keynesa. Twierdzili, że działania interwencyjne państwa nie zdołają przezwyciężyć kryzysu, a zakłócają mechanizm rynkowy.
Termin ekonomia podaży został ukuty przez Juda Wanniskiego dla jej odróżnienia od dwóch dominujących szkół makroekonomicznych – keynesizmu i monetaryzmu, według których głównym narzędziem polityki gospodarczej państwa jest regulowanie poziomu zagregowanego popytu.

## Główne założenia
Ekonomia podaży nawiązuje do teorii ekonomii klasycznej i opiera się na dwóch założeniach:
- długookresowej stabilności systemu rynkowego
- decydującej roli jednostki w przebiegu procesów gospodarczych

Podażowcy dowodzili, że przez oddziaływanie w sferze mikroekonomicznej można osiągnąć cele makroekonomiczne: wzrost PKB, spadek bezrobocia i obniżenie poziomu inflacji.
Ekonomia podaży uznaje, że produkcja albo podaż jest kluczem do dobrobytu, zaś konsumpcja czy popyt jest jedynie jej efektem. Podobnie jak konsumpcja jest wtórna wobec produkcji, tak w gospodarce jako całości zagregowany popyt zależy wyłącznie od zagregowanej podaży. To jest istota prawa Saya, które ekonomia podaży starała się zrehabilitować po krytyce Keynesa, który twierdził, że to zagregowany popyt jest głównym czynnikiem determinującym stan koniunktury.

## Polityka gospodarcza
Skupienie uwagi na produkcji doprowadziło zwolenników ekonomii podaży do analizy czynników, które zachęcają lub zniechęcają ludzi do aktywności gospodarczej. Im ludzie są lepiej wynagradzani za pracę, tym bardziej produktywnie (choć niekoniecznie więcej) będą pracować. Im mniej ludzie są za pracę nagradzani lub im bardziej są nagradzani za niepracę, tym ich aktywność ekonomiczna będzie mniejsza. Czynnikiem, który w skali całej gospodarki wpływa na wysokość efektywnego wynagrodzenia za pracę jest opodatkowanie. Stąd najbardziej znanym postulatem ekonomii podaży była obniżka krańcowych stóp opodatkowania. Podażowcy argumentowali, że obniżka uwolni wzrost gospodarczy, a dzięki poszerzeniu bazy podatkowej dochody budżetu po jakimś czasie mogą wzrosnąć. Ważną rolę w argumentacji zwolenników ekonomii podaży odgrywała koncepcja krzywej Laffera. Zagrożeniem zbyt ekspansywnej polityki fiskalnej, przed którym przestrzegali zwolennicy podejścia podażowego, był efekt wypierania.
Zwolennicy ekonomii podaży ponad krótkookresowe wahania koniunktury przedkładali długookresowy wzrost gospodarczy. Nie podzielali obaw swych przeciwników o pojawienie się deficytu budżetowego. Odrzucili też zarzut, że obniżka podatków, powiększając dochody rozporządzalne ludności, wywoła inflację, argumentując, że redukcja w równym stopniu obejmie dochody osób fizycznych i korporacji, zatem wzrost popytu konsumentów zostanie zrównoważony przez wzrost produkcji i poziom cen się nie zmieni. Jeśli redukcja podatków zostanie uznana za zjawisko trwałe, to zwiększy się potencjał produkcyjny gospodarki.
Zwolennicy ekonomii podaży zalecali również deregulację jako sposób na zmniejszenie barier dla działalności gospodarczej.
Zwolennicy ekonomii podaży często są orędownikami powrotu do złota jako kotwicy systemu pieniężnego jak w systemie z Bretton Woods, czym różnią się od monetarystów.